# Amné

Amné este o comună în departamentul Sarthe, Franța. În 2009 avea o populație de 490 de locuitori.